# Городня (приток Вихры)
Городня — река в Смоленской области России и Могилёвской области Беларуси, правый приток Вихры.
Длина реки — 45 км, площадь водосборного бассейна — 291 км². Исток — к востоку от деревни Николенка Могилёвской области. Направление течения — юго-восток. Устье у деревни Татарск Монастырщинского района.
Притоки: Ржавка (у неё приток Вешенка) — слева, Рязанка — слева, Лынья (Кадинка) — справа, Фроловка (у неё притоки Дунайка и Городчанка) — слева, Бехля — слева и другие безымянные.